# Sierra de la Mosca
La Sierra de la Mosca es una sierra ubicada en los municipios españoles de Cáceres y Sierra de Fuentes. Se trata de una zona de bosque en el área más elevada de los Llanos de Cáceres y Sierra de Fuentes, con una altitud de hasta 718 m s. n. m.
En su cima se ubica el Santuario de Ntra. Sra. de la Montaña, templo mariano y mirador desde el que se puede contemplar toda la ciudad de Cáceres.
Es el único enclave accidentado en la penillanura trujillano-cacereña y constituye uno de los espacios naturales con mayor valor ecológico en torno a una capital de provincia, siendo entre los especialistas considerada como «un reducto de flora típica mediterránea y un refugio de la fauna autóctona».

## Orografía
La Sierra de la Mosca se compone de varias elevaciones de rocas cuarcíticas en dirección sureste-noroeste y que en conjunto presentan una forma oval. Su existencia se debe al llamado Sinclinal de Cáceres, una estructura geológica compuesta por rocas paleozoicas muy fracturadas de cuarcitas, más resistente a la erosión que las rocas circundantes de pizarras, areniscas y calizas . Las rocas calizas se encuentran karstificadas y constituyen el llamado Calerizo de Cáceres, un importante acuífero subterráneo cuyas caudalosas fuentes dieron origen a la fundación de la colonia romana de Norba Caesarina, antecesora de la actual ciudad de Cáceres.

## Ecología
A nivel de ecosistema, la Sierra de la Mosca es una isla arbolada situada en una extensa penillanura de pastizales y cultivos de cereales. En sus laderas conserva intactos reductos de los hábitats que cubrían siglos atrás los llanos actualmente deforestados. Como pulmón verde de la región, conecta la zona de especial protección para las aves (ZEPA) de los Llanos de Cáceres y Sierra de Fuentes con la de la propia ciudad de Cáceres.
Las rocas fracturadas de la Sierra de la Mosca cuentan con acuíferos subterráneos que garantizan numerosos manantiales permanentes que favorecen la diversidad de los hábitats.

### Flora
Predomina en la zona la dehesa de encinas y alcornoques, que alternan con zonas de pasto y olivares.
En las laderas de solana predominan los acebuches, aulagas, retamas, cantuesos, coscojas, cornicabras y labiérnagos. Por otra parte, en las de umbría predominan los madroños, durillos, jaras cervunas y brezos rojos y blancos. En las zonas más altas es posible encontrar también enebros.

### Fauna
La geodiversidad del paisaje, con diferentes especies de arbolado, distintas densidades y diversa presencia de matorrales y pastos favorece la variedad ornitológica.
Son notables las aves rapaces de la zona, como el milano negro, el águila calzada o el ratonero común.
Por otra parte, en las zonas de dehesas son frecuentes especies como el rabilargo, la abubilla, el alcaudón común, el trepador azul, papamoscas gris, el herrerillo común o la curruca cabecinegra. Los roquedos de cuarcitas son el hábitat de especies como el roquero solitario, la collalba negra, el escribano montesino o el avión roquero.
Hay hasta una veintena de especies de aves incluidas en catálogos de protección especial, tres de ellas en peligro de extinción: el águila imperial ibérica, el milano real y la cigüeña negra.
Sus acuíferos y manantiales garantizan también la supervivencia de numerosas especies de anfibios y reptiles.

## Cultura

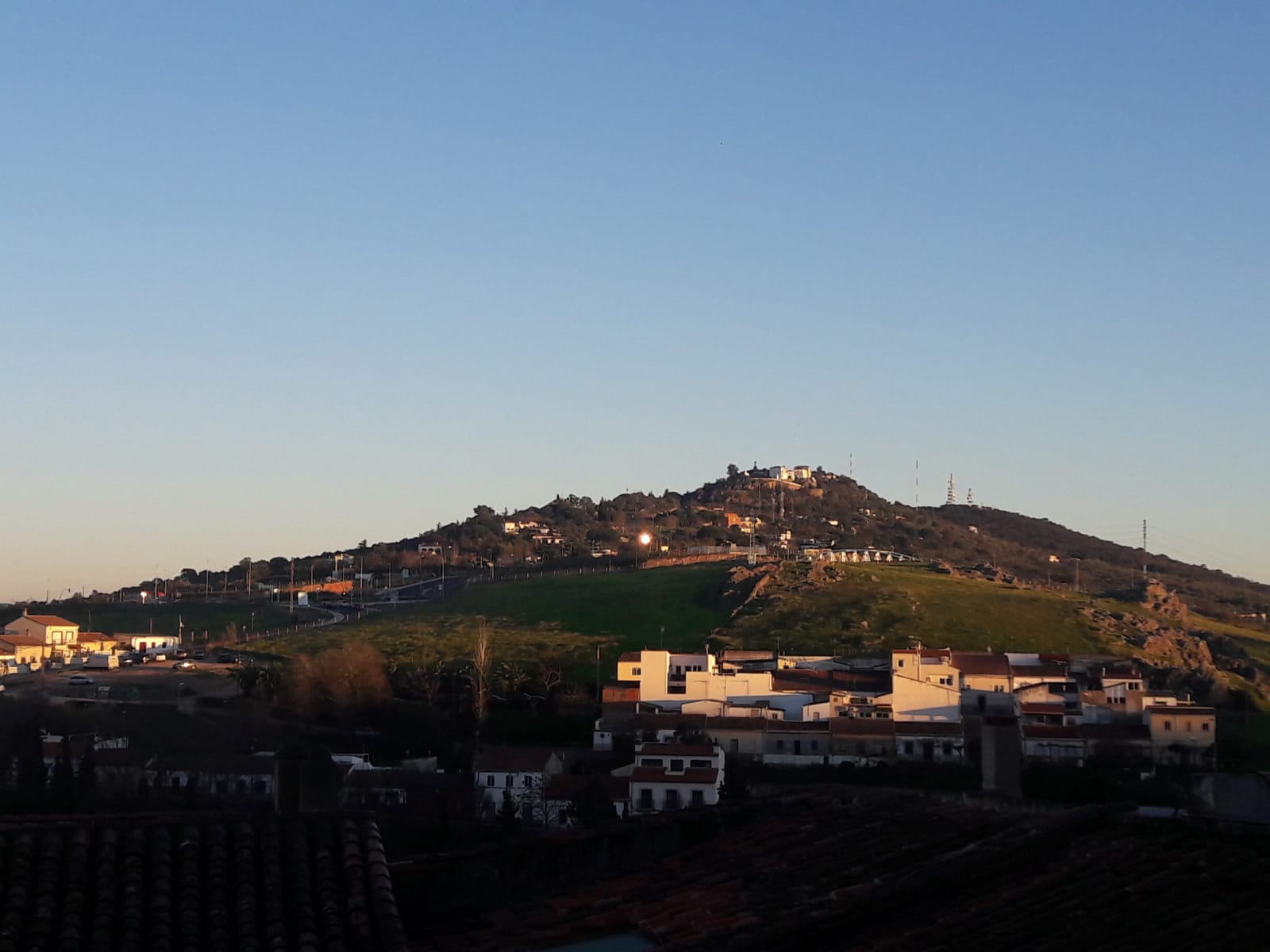
Vista de la sierra de la Mosca y del santuario de la Montaña desde la ciudad de Cáceres.

En la Sierra de la Mosca se encuentra también un importante patrimonio religioso de los cacereños. Destaca el Santuario de la Montaña y las ermitas del Risco, la del Cristo del Amparo y la del Calvario. La calzada romana Vía de la Plata, por otro lado, discurre por sus cercanías desde hace dos milenios entre las colonias de Augusta Emerita (Mérida) y Norba Caesarina (Cáceres). Pero el principal recurso cultural del Sinclinal de Cáceres lo constituyen las pinturas rupestres paleolíticas de la cueva de Maltravieso y la Ciudad Monumental de Cáceres, Patrimonio de la Humanidad.

## Paisaje protegido
Por su valor geológico, prehistórico, arqueológico y ecológico, hasta cuarenta y tres colectivos han propuesto la declaración de la sierra de la Mosca como paisaje protegido.

## Mina
En la actualidad, existe una iniciativa australiana para instalar una mina de litio y de otros metales estratégicos en la antigua mina de Valdeflores, en el frondoso valle de Valdeflores, a menos de dos kilómetros de las viviendas, que podría poner en peligro el ecosistema de la Sierra de la Mosca, perjudicando a su biodiversidad y dando lugar a la sobrexplotación y contaminación de las aguas subterráneas, tanto las de la Sierra como las de El Calerizo, la pérdida de calidad del aire, con una repercusión directa sobre la calidad de vida en la ciudad y su entorno.
La situación está actualmente en fase de estudio, dependiendo esta futura actividad extractiva de la fuerte oposición ciudadana, del ayuntamiento cacereño y de la Junta de Extremadura que preside Guillermo Fernández Vara, del PSOE.